# Roztoki Dolne
Roztoki Dolne (ukrán nyelven: Розтоки Долішні, Roztoky Dolishni) Lengyelország délkeleti részén, a Kárpátaljai vajdaságban, a Leskói járásban, Gmina Baligród község területén található település.

## Fordítás
Ez a szócikk részben vagy egészben  a   Roztoki Dolne című angol Wikipédia-szócikk ezen változatának fordításán alapul.  Az eredeti cikk szerkesztőit annak laptörténete sorolja fel. Ez a jelzés csupán a megfogalmazás eredetét és a szerzői jogokat jelzi, nem szolgál a cikkben szereplő információk forrásmegjelöléseként.